# Antonio Francese

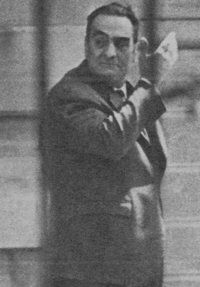
Antonio Francese

Antonio Francese (* 29. Oktober 1899; † 1979) war ein uruguayischer Politiker.
Francese trat in die uruguayische Armee ein und erhielt am 10. März 1917 den Rang eines Kadetten. Er besuchte die Escuela Militar, die Militärschule. Am 27. Februar 1925 wurde er zum Leutnant im Regimiento de Artilleria Montada No. 2 und am 10. Februar 1946 zum Oberst ernannt. 1953 wurde er in den Generalsrang erhoben und war sowohl Kommandeur der Región Militar No. 1, Direktor der Escuela Militar sowie Generalinspektor des Heeres.
Francese gehörte der Partido Colorado an und war unter Präsident Pacheco vom 1. März 1967 bis zum 17. April 1970 Verteidigungsminister von Uruguay. Unmittelbar anschließend leitete er bis zum 19. Januar 1971 das Innenministerium. Vom 7. Februar 1973 bis zum 13. Februar 1973 übernahm er als Nachfolger von Armando Malet erneut für wenige Tage das Amt des Ministers für Verteidigung. Seine Nominierung für diesen Posten durch Juan María Bordaberry löste die crisis de febrero, die Februarkrise, aus.